# Lindesbergs tingshus

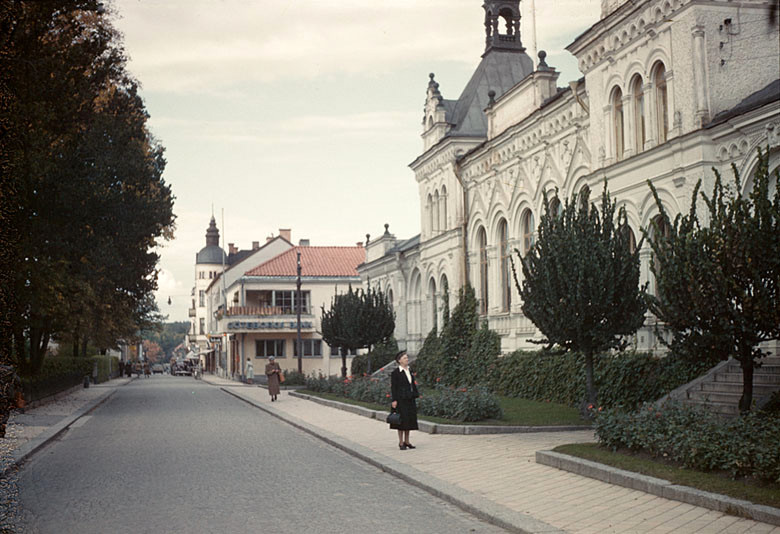
Lindesbergs tingshus

Lindesbergs tingshus är ett tingshus i Lindesbergs kommun i Örebro län. Byggnaden invigdes 1895 och ritades av arkitekten Theodor Dahl. Ursprungligen inhyste den stadens rådhusrätt, landskommunen och sparbanken.
Byggnaden är sedan 2017 byggnadsminne.